# Peter Bärens
Peter Bärens (ur. 1913, data śmierci nieznana) – zbrodniarz wojenny, więzień funkcyjny w niemieckim obozie koncentracyjnym Mauthausen-Gusen.
Z zawodu górnik. 16 czerwca 1943 umieszczono go jako więźnia kryminalnego w obozie głównym Mauthausen. Następnie przez dwa i pół miesiąca pracował w obozowym kamieniołomie, po czym został sztubowym w bloku nr 10. W okolicach Świąt Bożego Narodzenia 1943 roku Bärensa skierowano do komanda zajmującego się rozbrajaniem bomb. Do obozu powrócił w związku z urazem ręki w marcu 1944 i został ustanowiony starszym bloku nr 17. Funkcję tę pełnił z krótką przerwą do lutego 1945. Wówczas to zlikwidowano blok nr 17 a Bärensa przeniesiono na stanowisko starszego bloku nr 8. W bloku nr 17 przebywało od 60 do ponad 1200 więźniów. Bärens był między innymi odpowiedzialny za rozdzielanie pożywienia pośród nich.
Został osądzony w procesie załogi Mauthausen-Gusen (US vs. Peter Bärens i inni) przed amerykańskim Trybunałem Wojskowym w Dachau. Wymierzono mu karę dożywotniego więzienia. Sam przyznał się, iż znęcał się nad więźniami próbującymi zdobyć pożywienie. Natomiast jak zeznali świadkowie, oskarżony na każdym kroku katował więźniów różnego rodzaju narzędziami, tak że niejednokrotnie musiano ich hospitalizować. Bärens zmuszał ich także do pracy zimą na świeżym powietrzu bez ciepłej odzieży.